# 안전모 폭동

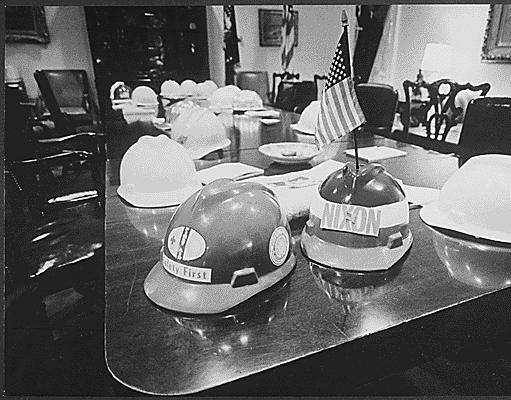
안전모 폭동으로부터 약 3주 뒤 닉슨은 자신을 지지하는 건설노조 지도부와 회동했다. 그 당시 닉슨에게 선물된 안전모들.

안전모 폭동(Hard Hat Riot)은 1970년 5월 8일, AFL-CIO 소속의 건설노동자 200여명이 베트남 전쟁 반전운동(1970년 동맹휴학)을 하던 대학생 및 고등학생 1,000 여명을 공격한 사건이다. 충돌 장소는 월가와 브로드가가 만나는 교차로였고, 곧 뉴욕시청까지 번져서 약 2시간동안 소요가 지속되었다. 경찰관 4명을 포함해 70명이 다쳤고 6명이 체포되었다.

## 배경
1970년 5월 4일, 미군의 캄보디아 침공에 항의하는 시위 도중 오하이오주 켄트 주립대에서 오하이오 국민위병이 학생시위대에게 실탄발포하여 학생 4명이 죽었다(켄트 주립대 총격사건). 같은 날, 뉴욕시장 존 린제이(공화당)는 죽은 학생들에 대한 추모의 의미로 뉴욕시청의 모든 국기를 조기로 게양할 것을 지시했다.
당시 미국 노동계는 대통령 리처드 닉슨의 베트남 전쟁 정책에 관한 의견을 두고 크게 분열되어 있었다. AFL-CIO 총재 조지 미니를 비롯한 대부분의 노조지도자들은 단호한 반공주의자였으며, 미국의 동남아시아 개입을 강하게 지지했다.
닉슨의 전쟁정책을 가장 열렬히 지지하던 사람 중 하나는 건물건설노조 대뉴욕(뉴욕시 및 그 주변 근방 지역)지부장 피터 J. 브레넌이었다. 브레넌은 또한 뉴욕주 전체의 건설노동자를 관할로 하는 건물건설노조 뉴욕지부 지부장이기도 했으며, 뉴욕시 중앙노동평의회 부의장, AFL-CIO 뉴욕주 부총재였다. 브레넌은 민주당원으로 등록하고 1950년대-1960년대에 민주당에 많은 로비를 했으나, 숙련공 노조가 쇠락함에 따라 점차 공화당 지지로 선회하고 있었다. 건물건설노조는 조합원 중 절대다수가 백인, 천주교도, 블루칼라, 남성이었다. 이들 조합원 대부분 역시 닉슨의 베트남 전쟁 정책을 지지했다.
켄트 주립대 총격사건 직후 반전운동가들은 뉴욕시청 근교에서 죽은 네 학생을 추모하는 가두행진을 할 것을 발표했다. 브레넌은 건물건설노조 조합원들을 동원해 닉슨 행정부에 대한 지지를 표명하는 맞불가투를 하기로 했다. 1971년 5월 5일자 백악관 녹음테이프 녹취록에서는, 이 맞불집회의 계획단계가 백악관 오벌오피스에서 이루어졌으며, 보좌관 찰스 콜슨이 뉴욕주 AFL-CIO 노조지도자들에게 학생시위대에 대한 공격을 조직할 것을 지시했다고 한다.

## 경과
5월 8일 오전 7시 30분, 수백 명의 반전시위대(대부분이 고등학생 및 대학생)가 브로드가와 월가에서 켄트 주립대에서 죽은 학생들을 추모하는 집회를 하기 시작했다. 늦은 아침이 되자 천여 명으로 불어난 시위대는 연방회관 방향으로 움직여 조지 워싱턴 동상 앞에서 모였다. 시위대는 베트남과 캄보디아에서의 전쟁을 멈추고 정치범들을 석방하며 모든 대학에서 군사 관련 연구를 중단할 것을 요구했다.
오전 11시 45분, 200여명의 건설노동자들이 연방회관 앞에 모인 학생시위대를 네 방향에서 덮쳤다. 거의 모든 건설노동자들은 성조기와 “총력 USA(All the way, USA)”, “미국이 싫으면 떠나라(America, love it or leave it)”라고 쓴 팻말을 들었다. 뉴욕시경 경찰관리들의 얇은 선이 학생시위대와 건설노동자들을 갈라놓고 있었지만, 양자의 접촉을 막기에는 그 수가 역부족이었다. 게다가 경찰들은 건설노동자들의 주장에 내심 동조하고 있었다. 처음에는 건설노동자들은 폴리스라인을 넘지 않았지만, 2분 정도가 지나자 폴리스라인을 넘어 학생시위대를 추격하기 시작했다. 건설노동자들은 머리카락이 긴 학생들의 머리채를 잡아 쓰러뜨리고 안전모, 각목, 안전화 등으로 두들겨 팼다. 구경꾼들은 경찰이 이 상황을 방관하며 아무것도 하지 않았다고 보고했다.
건설노동자들과 맞불시위대 일부는 시청공원을 가로질러 뉴욕시청으로 향했다. 시청 경비경찰이 그들을 막으려 했지만 맞불시위대는 뚫고 들어갔고, 우편노동자 한 명이 시청 옥상으로 달려가 조기로 게양되어 있던 성조기를 원래대로 완전게양했다. 시청 공무원들이 국기를 다시 조기로 고쳐 게양하려 하자 한 무리의 건설노동자들이 경찰을 뚫고 들이닥쳤다. 부시장 리처드 오렐로는 시청이 폭도화된 시위대에게 점령당할 것을 두려워하여 공무원들에게 국기를 완전게양하라고 지시했다.
폭도화된 건설노동자들은 시청 근처의 다른 건물들도 공격하여 적십자사와 성공회의 기를 찢었다. 한 무리의 폭도는 근처의 페이스 대학교의 건물 2동에 공격을 가해 건물 로비의 창문을 각목과 빠루로 부수고 학생들을 구타했다. 경찰 4명을 포함해 70명 이상이 부상당했다. 부상자는 대부분이 병원치료를 요하는 중상자였다. 6명이 체포되었다.

## 영향
그날 저녁 기자회견에서 닉슨은 사태 진정을 시도했고, 다음날 워싱턴 D.C.에 도착한 만여 명의 학생들의 대표단과 회동했다. 닉슨은 학생들에게 그들이 이루고자 하는 바에 자신도 동의한다고 말하고, 캄보디아에 대한 개입이 평화를 이루기 위한 것이라고 자신을 변호했다.
린제이 뉴욕시장은 경찰이 안전모 폭동을 수수방관한 것을 강하게 질책했다. 뉴욕시경 지휘부는 린제이의 발언이 “경찰에 대한 공공의 신뢰를 저해시키는” 행위라고 맞비난하고, 시청의 불충분한 대비와 “비일관적 방침” 탓이라고 시장에게 책임을 돌렸다.
5월 11일, 브레넌을 비롯한 노조관료들은 건설노동자들의 행위는 반전운동가들의 폭력성 및 국기모독에 의해 유발된 것이라고 주장하며, 시위대에게 주먹을 사용하는 상황은 예상치 못했다고 부인했다. 하지만 증권회사 로즈 앤 에먼(Rose and Ehrman)에 다니던 에드워드 슈프로(Edward Shufro)는 회색 정장을 입은 사람이 건설노동자들을 뒤에서 지휘하는 것을 보았다고 증언했다.
5월 11일, 수천 명의 건설노동자, 항만노동자, 그리고 화이트칼라들까지 시장에게 항의하는 시위를 열었다. 그들은 “빨갱이 시장 탄핵”이라는 팻말을 들고 “린제이는 노숙자(Lindsay is a bum)”라는 구호를 외쳤다. 그들은 5월 16일에도 한 차례 가투를 하며 시장을 “쥐새끼”, “공산당 쥐새끼”, “반역자”라고 불렀다. 이런 찬(贊)전시위는 5월 20일 15만 명 규모의 찬전시위대가 아무 저항 없이 맨해튼 시내의 거리들을 행진하면서 그 절정을 찍었다. 주변 건물의 노동자들은 행진하는 찬전시위대에게 색종이를 뿌리며 그들에 대한 지지를 표명했다.
5월 26일, 브레넌은 22명의 노조지도자 대표단과 함께 백악관에서 닉슨 대통령을 만나 그에게 안전모를 선물했다. 1972년 대선에서 노조가 닉슨을 지지하도록 그림을 그리던 닉슨의 법무자문관 찰스 콜슨은 브레넌이 5월 8일, 16일, 20일에 동원한 맞불집회를 보고 그를 닉슨에게 우호적인 노조관료로 낙점했다. 브레넌은 9월 7일 노동절에 다시 닉슨과 개인적으로 회동했다.
이후 브레넌은 1972년 대선에서 노조의 닉슨 지지를 조직하는 데 상당한 역할을 했다. 닉슨은 재선에 성공한 뒤 그 대가로 브레넌을 노동장관으로 입각시켰다. 브레넌은 1975년 닉슨이 사임한 뒤 제럴드 포드 대통령의 행정부에서도 유임되었다.

## 같이 보기
- 신좌파